# Grafičke tehnike
Grafičke tehnike su svi materijali i način njihovog korištenja pri oblikovanju umjetničke grafike.
Kod grafičkih tehnika najprije se izrađuju matrice, s kojih se slika otiskuje na papir ili na neku drugu podlogu.
- Drvorez
- Bakrorez
- Bakropis
- Litografija
- Akvatinta
- Mezzotinta
- Suha igla
- Kartonski tisak
- Monotipija
- Sitotisak
- Kompjuterska grafika